# Светиње
Светиње (словен. Svetinje) је насељено мјесто у општини Ормож, Подравска регија, Словенија.

## Историја
До територијалне реорганизације у Словенији било је у саставу старе општине Ормож. Као самостално насеље, Светиње постоји од 2005. године. Настала је издвајањем дела из насеља Михаловци.

## Становништво
У попису становништва из 2011. године, Светиње је имало 56 становника.
| Број становника према пописима |
| ------------------------------ |
| 2011                           |
| 56                             |

Напомена: Године 2005. настала издвајањем дела из насеља Михаловци. Године 2006. увећан за део насеља Величане.

## Познате личности
- Владимир Ваухник, официр Југословенске војске (ЈВ), војни аташе и обавештајац и војни аташе у Берлину до 1941. године.

## Галерија
- римокатоличка црква Сви свети

- поглед на цркву
- сеоска архитектура